# 吉岡里帆
吉岡 里帆（よしおか りほ、1993年1月15日 - ）は、日本の女優。
京都府京都市右京区出身。A-teamを経て、フラーム所属。

## 略歴
京都市右京区太秦に生まれ、映像会社を経営するカメラマンの父や母・祖母の影響を受けて、幼少時より映画や演劇、歌舞伎、能、日本舞踊、落語などさまざまな芸術文化に親しみながら育つ。中学時代は吹奏楽部に所属、進学校の京都府立嵯峨野高等学校へ進学後は一時軽音楽部やソフトボール部のマネージャーを務めるものの肌に合わず、勉強とアルバイトに打ち込む日々を過ごす。
書道家を目指して京都橘大学文学部日本語日本文学科書道コースに進学するも芝居への思いを断つことができず、つかこうへい、三島由紀夫、唐十郎らの古典的な作品を上演する劇団の学生演劇のエネルギーに刺激を受けて、自らも18歳の時に同志社大学の友人の誘いで小劇場の舞台に立って唐十郎の『吸血姫』で主人公を演じたのを契機に学生演劇の世界にのめり込む。また、学生主体の自主映画の撮影にも参加し、学生制作のインディーズドラマ『ショート・ショウ』第1話「サティスファクション」（KBS京都）でテレビドラマに初出演。テレビも映画も東京制作が主体であることから「やっぱり東京いかないとだめかな」と悩んでいたことと、映画『天地明察』でエキストラとして出演していた際に滝田洋二郎監督から「東京来たらいいのに!」と勧められていたことが重なり東京の養成所へ通い始め、京都の大学で演劇をしながら東京の養成所でレッスンを受けるという、京都と東京を往復する生活を送る。京都から東京に通う費用は居酒屋やカフェ、歯科助手など多い時で4つのアルバイトを掛け持ちして捻出した。大学が終わった後に作品作りをしてアルバイトへ行き、夜行バスで上京して漫画喫茶でシャワーを浴びオーディションを受けるなどして再び夜行バスで京都に戻る日々を5年ほど続ける。大学は転学後に卒業している。
京都在住で小劇場の舞台に客演するなど京都を中心に活動を続けていたが、2015年6月より上京。NHKドラマ10『美女と男子』の後半にレギュラー出演して朝ドラスタッフの目に留まり、同年後期の連続テレビ小説『あさが来た』のヒロインオーディションでは最終選考で落選したものの「あの子に何か役をやらせたい」と制作側から声をかけられる。波瑠演じるヒロイン・あさの娘の親友役で2016年2月の第18週よりレギュラー出演。のちにヒロイン・あさの信奉者となる丸メガネがトレードマークの「のぶちゃん」こと田村宜役をひたむきに、時にコミカルに演じて一躍注目を集める。
朝ドラ放送終了後の2016年4月には『ゆとりですがなにか』（日本テレビ系）に出演して民放連続ドラマに初レギュラー出演を果たし、続けて『死幣-DEATH CASH-』（TBS系）、『メディカルチーム レディ・ダ・ヴィンチの診断』（フジテレビ系）、『カルテット』（TBS系）まで4期連続でレギュラー出演。また、5月に「美少女タレントの登竜門」として知られる結婚情報誌『ゼクシィ』（リクルート）の9代目CMガールに抜擢されたのを皮切りに6社のCMに起用され、バラエティ番組への出演も増えるなど、着実に知名度を伸ばす。同年11月には知名度がそれほど無かった2014年に撮影しお蔵入りとなっていた初主演映画『ハッピーウエディング』が劇場公開。12月には福田雄一演出の舞台『ナイスガイ in ニューヨーク』で初めて商業演劇作品に出演して大きな劇場の舞台に立ち、目標としていた東京の劇場の舞台にも初めて立つ。
2017年には、1月期『カルテット』（TBS系）における演技が話題を呼びコンフィデンスアワード・ドラマ賞、ザテレビジョンドラマアカデミー賞を受賞するなどの高い評価を受け、役者として知名度が急上昇し、続けて純粋なヒロイン役を演じた7月期の『ごめん、愛してる』（TBS系）などで演技の幅の広さを印象づける。その後、UR都市機構、ZOZOTOWN、日本コカ・コーラ「綾鷹 にごりほのか」、日清食品「どん兵衛」、資生堂「エリクシール ルフレ」など大手企業のCMに次々出演が決定し、ORICON NEWS発表の「2017 ブレイク女優ランキング」において第1位に選出、翌2018年の「エランドール賞新人賞」を受賞する。
年末には「VOGUE JAPAN Women of the Year 2017」「Yahoo!検索大賞2017 女優部門賞」「コンフィデンスアワード・ドラマ賞 年間大賞  新人賞（『カルテット』）」を受賞し、『第68回NHK紅白歌合戦』でゲスト審査員を務める。
2018年に入り2月には京都市山科区よりゆかりのある人物に送られる「やましな栄誉賞」を贈られた。1月期の『きみが心に棲みついた』（TBS系）で連続ドラマ初主演、2月放送の『眠狂四郎 The Final』（フジテレビ系）で念願だった時代劇に初挑戦。7月には、芸能活動5周年・25歳となる区切りの年にファースト写真集『so long』を発表する。2018年9月16日に開催された「Rakuten GirlsAward 2018 AUTUMN/WINTER」では、シークレットゲストとしてトップバッターを務める。ヒロインを務めた10月公開の映画『音量を上げろタコ!なに歌ってんのか全然わかんねぇんだよ!!』では劇中で歌とギターに初挑戦し、主題歌「体の芯からまだ燃えているんだ」を熱唱。12月5日放送の『2018 FNS歌謡祭』（フジテレビ系）に映画の役名・ふうかとして主演の阿部サダヲとともに出演、テレビ初歌唱して反響を呼ぶ。
2019年には『パラレルワールド・ラブストーリー』でヒロイン役を演じ、主演を務めた『見えない目撃者』で視力を失くした元警官という難役を演じて、両作での演技により第43回日本アカデミー賞新人俳優賞を受賞。
2022年、主演を務めた映画『ハケンアニメ!』や太平洋戦争末期の沖縄戦を描いた映画『島守の塔』における演技が評価され、多くの役者賞を受賞した。
2024年4月1日、所属するA-teamが新規の芸能関係業務を休業することを発表。これを受け、同事務所を退所したことを4月6日に自身のInstagramで報告し、「動き出すと止まらない歯車もあるんだなとこの4ヶ月無力さを痛感しました。人生は本当に旅ですね…どこに流れ着くかは分からないですがおおらかに舟の帆を広げて荒波も晴れ模様も、航海していこうと思います」とコメントした。
さらに同日、フラームの所属となったことを同事務所の公式サイトにて発表し、同事務所から「今まで育ててくださった皆様への感謝を忘れず、吉岡里帆が女優としてより一層輝けるように、歩幅を合わせて真摯にひたむきに努力してまいります。」とコメントが発表された。また、この移籍にあたり吉岡本人も自身のInstagramで「様々な話を重ねていく中でここで新しい挑戦をしてみたいと感じました。これまでの感謝の気持ちを胸に第ニ章をスタートさせます。まだまだ未熟者ではありますが、場所は変わっても周りにいて下さる皆様と力を合わせて初心を忘れず真摯に活動に取り組んでいく所存です。今後も変わらぬご厚誼を賜りますようお願い申し上げます。」とコメントした。
2026年放送予定のNHK大河ドラマ『豊臣兄弟!』では主人公・豊臣秀長の正妻・慶を演じ、大河ドラマ初出演を果たす。

## 人物

### 趣味・特技・嗜好
- 特技は書道とアルトサックス[1]。書道は八段で、7歳のときに友人の誘いで始めてそれ以降中学、高校と真剣に打ち込み書道家を目指して大学に進学、バラエティ番組でもその腕前を披露している[11][18][11][64]。映画『スウィングガールズ』に憧れて学生時代は吹奏楽部に所属し、アルトサックスを演奏していた[31]。
- 無類のグミ好きであり、2021年6月に放送された番組「KinKi Kidsのブンブブーン」中で、手探りだけで商品名を当てる"利きグミ"に挑戦。見事全問正解し、日本グミ協会に入会を果たしている[65][66]。2023年7月現在名誉会員である[67]。
- 漫画家・松本大洋の大ファン。幼い頃から松本の漫画が大好きで、松本のデビュー30周年原画展にも足を運び、そこで購入した複製原画を自宅に飾っている[68]。
- 趣味は猫と遊ぶこと、新派観劇[1]。生き物は何でも好きで[7]、なかでも自身のブログで「私は重度の猫依存症です」とつづる[69]ほどの無類の猫好き。家族揃って猫好きで[7]、京都の実家に猫5匹と犬1匹を飼っている[70][71]。新派については、「どこまでも大衆の心に入っていくところが魅力」と語っている[7]。

### エピソード
- 上京資金を貯めるために2015年3月まで約1年間滋賀県大津市の大津プリンスホテルにアルバイトとして勤務し、クロークや配膳などの職務に携わり接客を学んだ[3]。「人を楽しませるための気遣い、気配り、おもてなし、この3つは、今でも役者をやるうえで大事なことです」と、女優業の基礎となっていると語る。連続テレビ小説『あさが来た』の出演者として参加した「第61回びわ湖開き」で遊覧船ミシガンの1日船長を務め、イベント中に同ホテルに寄港した際には、朝ドラ女優として1年ぶりとなる凱旋にホテルスタッフから温かく迎えられた[22][72]。
- 2013年上半期の連続テレビ小説『あまちゃん』のオーディションを受けており[73][74]、ドラマで有名になったキーワード「"じぇじぇじぇ"を使って表現をしなさい」という課題を与えられたが[73][74]、吉岡は「じぇ」が驚きの表現だったことを理解しておらず、全部”じぇじぇじぇ”と言えというものと勘違いしていたため、すべてのセリフを「じぇ」で押し通して大失態をしてしまった過去をもつ[73][74]。
- 自分は中途半端なんだと痛感し、演技をする場合に選択肢の１つとしてがむしゃらな方法でも臨めるようになったきっかけの作品に2015年5月に公開された映画『明烏』の名前を挙げており、当時「お前はとにかく中途半端にブスだし、中途半端な年齢だし、色々中途半端だから、死ぬ気で芝居しろ」「それでしかもう目に止まんない」「人より何倍も何倍も恥をかき捨てることが必要だね」と福田雄一監督に叱咤された経験から、体当たり演技にも躊躇することなく臨めるようになったと振り返っている[75]。
- 2015年の連続テレビ小説『あさが来た』の出演によって役名で話しかけてもらえるようになることが増え、作品を通しておばあちゃんから小学生の子など様々な世代の人からファンレターを貰えたことが今でも励みになっている[75]。
- 転機となった作品を聞かれた際は火曜ドラマ『カルテット』（TBS系）の名前を挙げており、本作において「周囲の和を乱すことが面白い」という役をとことん向き合って演じた際に、それを魅力的で面白い役柄として実際に楽しんでくれた視聴者と出会えたことで吉岡は「それぞれが物語のスパイスやエッセンスを担っていて、自分がどう見られるかよりも、作品の一部として面白い存在でいられたらいいんだと思えた。人間の嫌な部分を面白いものとして見てもらえることだってできるし、なんて面白い仕事なんだろうと思いました。」と、本作を通して得た経験に役者として今でもずっと支えられていると振り返っている[76]。
- 主演ドラマ『きみが心に棲みついた』（TBS系）の原作者である天堂きりんから、主人公は自己評価が極端に低く情けない役なので主演を演じる吉岡が批判にさらされるかもしれないと言われた際は「そもそも自分の中にも嫌われる要素がある」「それでも真剣に作品を届けたい」と話した[18]。インディペンデント映画『星を継ぐ者』の監督であり劇中で共演した末長敬司は、「感受性が強く、思ったことは口や態度に出しちゃうタイプ」と評している[13]。

### 家族・親族
- 映像関係の会社を経営するカメラマンの父とアパレル業界で働く母はともに美術、音楽、映画、本などアーティスティックなものが好きで、本棚には本や漫画、写真集が、クローゼットにはデザイナーズ服が溢れていたという[77][78][79]。
- その父は映画をよく見せてくれたといい、小学生時代に印象に残った映画は『マルホランド・ドライブ』（2001年・アメリカ合衆国、デヴィッド・リンチ監督作品）。この作品について家族との会話で現在でも話題になることを明かしている[80]。
- 父は広島の出身で祖父母は被爆者[81]、父の実家は広島にあり広島東洋カープの25年ぶりの優勝時には親戚一同で盛り上がったという[82]。広島を「第二の故郷」と語っている[83]。

## 受賞歴
2014年
- MOOSIC AWARDS 2014 女優賞（『イルカ少女ダ、私ハ』）[84]
- 第1回新人監督映画祭 女優賞（『イルカ少女ダ、私ハ』）[85]

2017年
- 第7回コンフィデンスアワード・ドラマ賞 新人賞（『カルテット』）[86][87]
- 第92回ザテレビジョンドラマアカデミー賞 助演女優賞（『カルテット』）[88]
- VOGUE JAPAN Women of the Year 2017[38]
- Yahoo!検索大賞2017 女優部門賞[39]
- コンフィデンスアワード・ドラマ賞 年間大賞 2017 新人賞（『カルテット』）[40][89]

2018年
- エランドール賞 新人賞（『STAR SAND-星砂物語-』『メディカルチーム レディ・ダ・ヴィンチの診断』『カルテット』『ゆとりですがなにか 純米吟醸純情編』『朗読屋』『ごめん、愛してる』）[35][37][90]
- やましな栄誉賞（京都府京都市山科区）[42][43]

2020年
- 第43回日本アカデミー賞 新人俳優賞（『見えない目撃者』、『パラレルワールド・ラブストーリー』）[55]

2021年
- 第7回ミラノ国際映画祭 (Milan IFF) 外国語映画部門・最優秀主演女優賞（『The Stars My Destination／星を継ぐ者』）[91]
- 第50回 ベストドレッサー賞 芸能部門[92]

2022年
- 第45回山路ふみ子映画賞 女優賞（『ハケンアニメ!』） [93]
- 第44回ヨコハマ映画祭 主演女優賞（『ハケンアニメ!』『島守の塔』）[56]

2023年
- 第46回日本アカデミー賞 最優秀主演女優賞（『ハケンアニメ!』）[57]
- おおさかシネマフェスティバル2023 主演女優賞（『ハケンアニメ』）
- 第32回日本映画批評家大賞 助演女優賞（『島守の塔』）[58]
- 第22回ベストフォーマリスト 女性部門[94]

2024年
- 第49回報知映画賞 助演女優賞(『正体』）[95]

2025年
- 第48回日本アカデミー賞 最優秀助演女優賞（『正体』）[96][97]

## 出演

### 映画
- 天地明察（2012年9月15日） - 町娘 役（エキストラ）[98][99]
- イルカ少女ダ、私ハ（2014年7月5日、監督：タイム涼介） - 主演・ルカ 役 ※短編映画
- 星を継ぐ者/Inherit The Stars〈145分版〉（2015年、監督：末長敬司） - 主演・梨沙 役
  - 星を継ぐ者〈ディレクターズカット版〉/Inherit The Stars: The Director's Cut（2016年） - 主演・梨沙 役
  - The Stars My Destination/星を継ぐ者（2018年） - 主演・梨沙 役
- マンゴーと赤い車椅子（2015年2月7日） - 外崎千尋 役
- 幕が上がる（2015年2月28日） - 村上舞 役
- 明烏（2015年5月16日） - ヒロイン・明子 役[100]
- つむぐもの（2016年3月19日） - 沢井涼香 役[101][102]
- ハッピーウエディング（2016年11月5日、監督：片島章三） - 主演・相川愛子 役[注 2][30][104]
- STAR SAND-星砂物語-（2017年8月4日） - 保坂志保 役[81][105][106]
- 劇場版 岩合光昭の世界ネコ歩き コトラ家族と世界のいいコたち（2017年10月21日） - ナレーション[107]
- 音量を上げろタコ!なに歌ってんのか全然わかんねぇんだよ!!（2018年10月12日） - ヒロイン・明日葉ふうか 役[108]
- パラレルワールド・ラブストーリー（2019年5月31日） - ヒロイン・津野麻由子 役[53]
- ホットギミック ガールミーツボーイ（2019年6月28日） - 葛城リナ 役[109]
- 見えない目撃者（2019年9月20日） - 主演・浜中なつめ 役[54]
- Fukushima 50（2020年3月6日） - 伊崎遥香 役[110]
- 泣く子はいねぇが（2020年11月20日） - ことね 役[111]
- ゾッキ（2021年4月2日） - 主演・前島りょうこ 役
- ホリック xxxHOLiC（2022年4月29日） - 女郎蜘蛛 役[112]
- ハケンアニメ!（2022年5月20日） - 主演・斎藤瞳 役[113]
- 島守の塔（2022年7月22日公開） - 比嘉凛（沖縄戦時） 役[114]
- アイスクリームフィーバー（2023年7月14日） - 主演・常田菜摘 役[115][116]
- Gメン（2023年8月25日） - 雨宮瞳 役[117][118]
- ゆとりですがなにか インターナショナル（2023年10月13日） - 佐倉悦子 役[119]
- 怪物の木こり（2023年12月1日） - 荷見映美 役[120]
- まる（2024年10月18日） - 矢島 役[121]
- アット・ザ・ベンチ 第4編（2024年11月15日、SPOON、監督：奥山由之）
- 正体（2024年11月29日） - 安藤沙耶香 役[122]
- ファーストキス 1ST KISS（2025年2月7日） - 天馬里津 役[123]
- 九龍ジェネリックロマンス（2025年8月29日公開予定） - 主演・鯨井令子 役（水上恒司とW主演）[124][125]
- THE オリバーな犬、(Gosh!!)このヤロウ MOVIE（2025年9月26日公開予定）[126][127] - テンちゃん 役[128]

### テレビドラマ
- ショート・ショウ 第1話「サティスファクション」（2014年4月11日、KBS京都） - 吉岡美保 役[14]
- 警視庁捜査一課9係 season10 第5話「嘘つき女殺人」（2015年5月27日、テレビ朝日） - 丸岡若菜 役
- ドラマ10 美女と男子 第10話 - 最終話（2015年6月16日 - 8月25日、NHK総合） - 朝倉かれん 役[129]
- 連続ドラマW（WOWOW）
  - 煙霞 〜Gold Rush〜 第1話 - 第3話（2015年7月18日 - 8月1日） - 妙 役
  - 華麗なる一族（2021年4月18日 - 7月11日） - 安田万樹子 役
  - 落日（2023年9月10日 - 10月1日）- 甲斐真尋 役[130][131][132]
- なんでやねん受験生（2015年8月30日、フジテレビTWO） - 滝沢朱音 役[133]
- よろず屋ジョニー 第2話（2015年11月27日、フジテレビTWO） - ミルキー 役
- 連続テレビ小説 あさが来た 第110話 - 最終話（2016年2月9日 - 4月2日、NHK総合） - 田村宜 役[134]
- ゆとりですがなにか（2016年4月17日 - 6月19日、日本テレビ） - 佐倉悦子 役[135]
  - ゆとりですがなにか 純米吟醸純情編（2017年7月2日・9日、日本テレビ） - 佐倉悦子 役
- モンタージュ 三億円事件奇譚（2016年6月25日 - 26日、フジテレビ） - 土門明葉 役
- 死幣-DEATH CASH-（2016年7月 - 9月、TBS） - 萩森一恵 役[136]
- メディカルチーム レディ・ダ・ヴィンチの診断（2016年10月11日 - 12月13日、関西テレビ） - 田丸綾香 役[137]
- カルテット（2017年1月17日 - 3月21日、TBS） - 来杉有朱 役[138]
- 山口発地域ドラマ 朗読屋（2017年1月18日、NHK BSプレミアム） - 沢田ひとみ 役[139][140]
- おはなしのくに「ももたろう」（2017年1月23日、NHK Eテレ）[141]
- ごめん、愛してる（2017年7月9日 - 9月17日、TBS） - 三田凛華 役[142]
- 世にも奇妙な物語'17秋の特別編 「寺島」（2017年10月14日、フジテレビ） - 寺島ひな 役[143]
- きみが心に棲みついた（2018年1月16日 - 3月20日、TBS） - 主演・小川今日子 役[44]
- 眠狂四郎 The Final（2018年2月17日、フジテレビ） - 操 役[45][144]
- 健康で文化的な最低限度の生活（2018年7月17日 - 9月18日、関西テレビ） - 主演・義経えみる 役[145]
- 大悟道 〜これが千鳥の生芝居〜（2019年8月10日、NHK総合）
- 京都人の密かな愉しみ Blue 修業中（NHK BSプレミアム） - 宮坂釉子 役
  - 京都人の密かな愉しみ Blue 修行中 祇園さんの来はる夏（2019年8月17日）[146]
  - 京都人の密かな愉しみ Blue 修業中 燃える秋（2021年1月30日）
  - 京都人の密かな愉しみ Blue 修業中 門出の桜（2022年5月28日）
- 時効警察 復活スペシャル（2019年9月29日、テレビ朝日） - 彩雲真空 役
- あの家に暮らす四人の女（2019年9月30日、テレビ東京） - 上野多恵美 役[147][148]
- 時効警察はじめました（2019年10月11日 - 12月6日、テレビ朝日） - 彩雲真空 役[149]
- 40万キロかなたの恋（2020年7月24日 - 8月15日、テレビ東京） - Yuri 役
- レンアイ漫画家（2021年4月8日 - 6月17日、フジテレビ） - 久遠あいこ 役[150]
- しずかちゃんとパパ（2022年3月13日 - 5月1日、NHK BSプレミアム） - 主演・野々村静 役（笑福亭鶴瓶とダブル主演）[151]
- WOWOWオリジナルドラマ　椅子 第1話「電球を替えたい」第2話「最高の日々」（2022年5月27日・6月3日 、WOWOW） - 主演・菜奈 役（第1話）良美&佳美 役（第2話）[152][153]
- 監察の一条さん（2022年6月29日、テレビ朝日） - 結城まりあ 役[154]
- ノンレムの窓 2023・新春 第1話「匿う男」（2023年1月7日、日本テレビ） - 真央 役[155]
- 神の手（2023年5月15日、テレビ東京） - 主演・木部美智子 役[156]
- にんげんこわい2 第2話・第3話「品川心中（上・下）」（2023年8月18日・25日、WOWOW） - 主演・お染 役[157]
- 時をかけるな、恋人たち（2023年10月10日 - 12月19日、関西テレビ・フジテレビ） - 主演・常盤廻 役[158]
- 御上先生（2025年1月19日 - 3月23日、TBS） - 是枝文香 役[159]
- ひらやすみ（2025年秋〈予定〉 - 、NHK総合） - 立花よもぎ 役[160]
- 大河ドラマ 豊臣兄弟!（2026年〈予定〉、NHK） - 慶 役[161]

### 配信ドラマ
- 眠れぬ真珠（2015年4月22日配信、dTV） - 福崎亜由美 役[162]
- 清里高原PRムービー（2016年5月20日配信、NPO法人 清里観光振興会）[163]
- スマドラ 「彼方からのエール」（2016年12月09日配信、FOD） - アヤ 役[164]
- 健康で文化的な最低限度の生活 チェインストーリー（2019年7月17日 - 9月25日、GYAO!）- 義経えみる 役
- 時効警察とくべつへん 刑事課・彩雲真空（2019年11月23日・30日、ビデオパス） - 彩雲真空 役[165]
- ガンニバル（2022年12月28日、Disney+ Star） - 阿川有希 役[166]
  - ガンニバル シーズン2（2025年3月19日 - 4月23日、Disney+ Star）[167][168]
- 忍びの家 House of Ninjas（2024年2月15日、Netflix） - 伊藤可憐 役[169]
- イクサガミ（2025年11月配信予定、Netflix） - 嵯峨志乃 役[170]

### ドキュメンタリー
- NONFIX「吉岡里帆と一晩 アートナイト」（2017年1月25日、フジテレビ）[171]
- NHKスペシャル（NHK総合）
  - 「見えないものが見える川 奇跡の清流 銚子川」（2018年11月11日） - ナレーション[172]
  - 「認知症の第一人者が認知症になった」（2020年1月11日） - ナレーション[173]
- 平成万葉集（NHK BSプレミアム）
  - プロローグ（2019年1月2日）[174]
  - 第1回「ふるさと」（2019年4月17日）[175]
  - 第2回「女と男」（2019年4月24日）[176]
  - 第3回「この国に生きる」（2019年5月1日）[177]
- 吉岡里帆 神秘のハワイ 宇宙と地球をつなぐ島（2019年1月18日、BS-TBS） - ナビゲーター[178]
- ○○発東京行き 2019春（2019年5月26日、関西テレビ制作、フジテレビ系列） - 語り
- 恋する、夢二〜吉岡里帆がたどる 竹久夢二、美人画の源流〜（2020年12月28日、BSフジ）[179]
- Dearにっぽん（2022年4月9日 - 、NHK BS1） - ナレーション[180]

### その他テレビ番組
- キネマのDAIGO☆味（2015年4月4日 - 2016年3月、J.COM TV） - アシスタント[181]
- 第68回NHK紅白歌合戦（2017年12月31日、NHK総合・ラジオ第1） - ゲスト審査員[182]
- LIFE!〜人生に捧げるコント〜 （NHK総合）
  - 2019年3月15日 - 「みんな大好き!バカヤロわかな先生」
  - 2022年12月20日 「冬 (1)」
  - 2023年3月23日 「春夏秋冬　豪華キャストの傑作コント＆芸人たちの大喜利合戦?」
- 奈良ふしぎ旅図鑑（2020年7月1日 - 2025年7月31日、BS-TBS） - ふしぎ案内人（ナレーション）
- 輝く!日本レコード大賞（TBSテレビ・ラジオ） - 総合司会（安住紳一郎と担当）
  - 第62回（2020年12月30日）[183]
  - 第63回（2021年12月30日）[184]
- 理想的本箱 君だけのブックガイド（2021年12月9日 - 2022年11月5日、2023年6月26日 - 7月31日、2024年4月6日 - 9月28日、NHK Eテレ）
- A-Studio＋（2022年5月13日、2025年3月14日、TBS）
- ごぶごぶ（2023年6月3日、6月24日、毎日放送）
- 徹子の部屋（2023年6月29日、テレビ朝日）
- 土スタ（2023年8月5日、NHK総合）『しずかちゃんとパパ』特集
- 鶴瓶の家族に乾杯 海外SP・ハワイ島（2023年8月7日、8月24日：拡大版、NHK総合）
- 何か“オモシロいコト”ないの?（2023年10月2日、9日、2024年11月25日、フジテレビ） - 初回ゲスト
- 知的探求フロンティア　タモリ・山中伸弥の!?（2025年7月12日 - 、NHK総合）- MC[185]

### 舞台
- 吸血姫（2012年8月、ひげプロ企画） - 海之ほおずき 役
- ピュア・アゲイン（2012年10月、京都ロマンポップ）
- アンネの日記だけでは（2013年8月、劇団しようよ）
- Desperado Party ザ・ラストオーダー（2013年9月、伝舞企画） - 姫 役
- ナイスガイ in ニューヨーク（英語版）（2016年12月2日 - 4日、大阪・サンケイホールブリーゼ / 12月7日 - 27日、東京・シアタークリエ）Japanese amateur creampie[186] - コニー 役
- スジナシBLITZシアターVol.6（2017年9月12日）
- FORTUNE（2020年1月13日 - 3月1日） - マギー 役
- ベイジルタウンの女神（2020年9 - 10月、ケムリ研究室） - スージー 役
- 白昼夢（2021年3月20日 - 4月11日、本多劇場、M&Oplays） - 石井美咲 役
- 『いのうえ歌舞伎「狐晴明九尾狩」』（2021年9 - 11月、劇団☆新感線） - 桃狐霊（タオフーリン） 役[187]
- スルメが丘は花の匂い（2022年7 - 8月、パルコ・プロデュース） - 主演・縁緑 役[188]
- 『ガラスの動物園』／『消えなさいローラ』（2023年11月4日〜23日、紀伊國屋ホール、山形・やまぎん県民ホール、大阪・松下IMPホール） 演出：渡辺えり
- 令和6年能登半島地震復興祈念　まつとおね（2025年3月5日 - 23日〈予定〉、能登演劇堂） - 主演・まつ 役 ※蓮佛美沙子とW主演[189]

### テレビアニメ
- ちびまる子ちゃん（2019年12月15日、フジテレビ） - 吉田リホ 役[190]
- プチプチ・アニメ お正月スペシャル「えとえとせとら」（2021年1月1日、NHK Eテレ） - 声とうた
- 九龍ジェネリックロマンス（2025年6月28日、テレビ東京） - サクセス 役[191]

### 劇場アニメ
- 名探偵コナン から紅の恋歌（2017年4月15日） - 枚本未来子 役[192]
- 空の青さを知る人よ（2019年10月11日） - 相生あかね 役[193]
- 漁港の肉子ちゃん（2021年6月11日） - みう 役[194]

### 吹き替え
- トランスフォーマー/ONE（2024年9月20日） - エリータ-1 役[195]

### ラジオ番組
- UR LIFESTYLE COLLEGE（2016年4月3日 - 、J-WAVEほかJFL加盟局[注 3]） - ナビゲーター

### ラジオドラマ
- FMシアター ふたりの娘（2016年1月9日、NHK FM） - 主演・アイコ 役[196]

### CM・広報
- 行政広報
  - 京都市 京あるき in 東京2017〜恋する京都ウィークス（2017年2月4日 - 3月5日） - 広報大使[197]

#### 放映中のCM
- 大阪ガス
  - さすガねっと「さきどり夫婦登場」篇（2022年3月18日‐ ） - チョコレートプラネット松尾と
- ココナラ
  - 「全体」篇・「ビジネス」篇（2021年8月14日 - ）[198]
  - 「依頼者」篇・「ナビゲーター」篇・「ココナラダンス」篇（2022年1月15日 - ）[199]
- 日本スポーツ振興センター 宝くじ「ジャンボ宝くじシリーズ」（2020年 - ） - 妻夫木聡、今田美桜、成田凌、矢本悠馬と共演
- P&G
  - レノアハピネス
    - 「レノアハピネス まるで本物の花の香り」篇（2020年3月1日 - ）[200]
    - 「ゆめふわタッチ 5つ星ホテルもおすすめ」篇（2021年8月 - ）[201]

  - ブラウン シルクエキスパート「全身ツルすべ肌へ」篇（2022年7月1日 - ）[202]
- DIC 企業ブランドCM
  - 「今日は何色?」篇（2016年10月5日 - ）[203]
  - 「いろどりの詩（うた）」篇 30秒（2017年10月4日 - ）[204]
  - 「いろどりの詩」篇 15秒（2018年1月2日 - ）[205]
  - 「今日もどこかで、DIC。〜近赤外線コントロール黒顔料」篇（2023年1月5日 - ）[206]
  - 「未来のなかま 藻類」篇（2024年1月1日 - ）[207]
  - 「AI DIC岡里帆 登場」篇（2025年1月15日 - ）[208]
- 日本コカ・コーラ 綾鷹
  - にごりほのか「ほのか先生 ていねい」篇（2017年3月20日 - ）[209]
  - 茶葉のあまみ「あまみを愉しもう」篇（2018年2月27日 - ）[210]
  - ほうじ茶「かすかなにごり」編（2018年6月11日 - ）[211]
  - 「ふたつの旨み」篇（2020年2月 - ) [212]
  - 特選茶「トクホの綾鷹・だけ」篇（2020年4月7日 - ） - コカドケンタロウと共演[213][214]
  - ほうじ茶「スッキリしたい時」篇（2021年2月 - ）
  - 綾鷹カフェ 抹茶ラテ（2021年3月22日 - ）
  - ファンタ レモンプレミア「どうして逆さま？」篇（2023年5月23日 - ）[215]
- UR都市機構（都市再生機構） UR賃貸住宅 春のお部屋探しキャンペーン（2016年12月16日 - ） - URであーるガール[216]
  - 「URであーる。春キャン」篇、「URであーる。4つのナシ」篇（2016年12月16日 - ）[217]
  - 「URであーる 夏キャン編 待ってるのであーる。」（2017年6月1日 - ）[218]
  - 「URであーる。4つのナシ」篇、「URであーる。リノベーション」篇（2017年12月1日 - ）[219]
  - 「子育て環境」篇（2017年4月18日 - ）[220]
  - 「レッスン」篇、「長く住める」篇（2018年12月12日 - ）[221]
  - 「小さなまち」篇（2019年6月12日 - ）[222]
  - 「ナイスプレー（野球）篇、ナイスプレー（バスケ）篇（2019年11月29日 - ）[223]
  - 「アップデート」篇（2020年6月10日 - ）[224]
  - 「テレワーク（礼金・仲介手数料ナシ）篇、（更新料ナシ）篇（2020年12月1日 - ）[225]
  - 「あたらしいくらし次々」篇（2021年4月8日 - ）[226]
  - 「ダンス篇（礼金・仲介手数料ナシ）」、「ダンス篇（サイト紹介）」（2021年12月1日 - ）[227]
  - 「安心感アリアリ」篇、「掃きハキ」篇（2024年11月30日 - ）[228]
- 眞露「JINRO」
  - 「JINROで餃子いただきます編」・「JINROでお刺身いただきます編」（2022年10月12日 - ） - 堂前透（ロングコートダディ）と共演[229]
- 横浜ゴム
  - 「新あめふり」篇（2023年1月 - ）[230][231]
  - 「アイスガード セブン」（2023年8月 - ）[232][233]
- 日本マクドナルド
  - 「めっちゃ、春じゃん」篇（2023年3月7日 - ）[234]
- 眼鏡市場
  - 「見えるに、エールを。点検DAY」篇（2023年6月29日 - ）
  - 「nosefree 鼻ストレス解放」篇（2024年11月22日 - ）[235]
  - 「ストレスフリーレンズ」篇（2025年5月23日 - ）[236]
- ニベア花王「ニベア クリームケア ボディウォッシュ W保水美肌」
  - 「うるおい逃さない」篇（2023年9月7日 - ）[237]
- ディーアップ
  - 「ディーアップ 毛先まで“つる〜ん”と伸びる」篇（2023年3月8日 - ）[238]
  - 「ディーアップ 欲張りマスカラ ハイパーリフト」篇（2025年2月13日 - ）[239]
- アサヒビール「クリアアサヒ」
  - 「100万人に配っちゃいます!」篇・「飲みたくなったら、歌おう」篇（2024年3月19日 - ）[240]
  - 「夏こそ、歌おう。飲もう。」篇（2024年7月5日 - ）[241]
  - 「GWは、ジョッキ缶シリーズ」篇（2025年4月22日 - ）[242]
- ZOZO「ZOZOTOWN」
  - 「出会える服、着てますか？〜雨宿り〜」篇（2024年5月15日 - ）[243]
  - 「リゾート」篇（2025年5月15日 - ）[244]

#### 放映が終了したCM
- ユニバーサル・スタジオ・ジャパン「『2014年春のワンピース・プレミアショー』キャンペーン告知」（2014年2月 - 5月）[1]
- リクルート ゼクシィ 「『ふたりの法則』踊りだしたら篇」（2016年5月 - ） - 9代目CMガール。戸塚純貴と共演[245]
- JXエネルギー（2016年10月5日 - ）[246]
  - 「SSスタッフの思い・目標」編
  - 「SSスタッフの思い・楽しい」編
- 第一三共ヘルスケア トラフル[247]
  - 「トラフル塗ろう!」篇（2016年11月19日 - ）
  - 「トラフル貼ろう!」篇（2017年3月 - ）
  - 「トラフル飲もう!」篇（2017年7月 - ）
- コナミデジタルエンタテインメント 実況パワフルプロ野球 「彼女」篇（2016年12月14日 - ）[248]
- ZOZOTOWN ツケ払い（2017年3月17日 - ）[249]
  - 「待てない女/好き」篇
  - 「待てない女/2ヶ月」篇
  - 「待てない女/ささやき」篇
- スマートニュース（2017年9月2日 - ）[250]
  - 「色々な新聞」篇 / 「バス」篇 / 「英語」篇 / 「朝1分」篇 / 「昼1分」篇
  - 「将棋」篇（2017年9月16日 - ）[251]
- ウエニ貿易 Angel Heart（2018年） - イメージキャラクター[252]
- ダイハツ工業 ミラ トコット
  - 「勘違い」篇（2018年6月25日 - ） - まる子 役[253][254]
  - 「狭い道」篇（2018年7月2日 - ） - まる子 役[255]
- ロート製薬 ロートCキューブプレミアム シリーズ（2019年3月 - ）[256]
- 江崎グリコ
  - パピコ「みんなのパピコ」篇（2020年4月23日 - ）[257]
  - パピベジ「パピベジ実感」篇（2020年9月16日 - )[258]
- アイリスオーヤマ
  - 国産マスクシリーズ「日本のマスク」篇（2020年12月10日 - ）[259]
  - ナノエアーマスクシリーズ「とぼける女」篇（2021年6月19日 - ）[260]
- グッドラック・コーポレーション アールイズ・ウエディング（2019年8月5日 - ）[261]
- ソフトバンク Y!mobile
  - 「愛のシュガー」篇（2018年10月 - ）
  - 「世界の中心でYを叫ぶ」篇（2018年11月 - ）
  - 「Y!は愛だ 世界の中心でYを叫ぶ」篇（2018年11月 - ）
  - 「新人魚姫」篇（2018年11月 - ）
  - 「と思いきやダンス」篇（2018年12月 - ）
  - 「イヤミの誘惑」篇（2021年3月 - ）
- 資生堂 エリクシール ルフレ
  - 「洗顔からはじめる」篇（2017年7月21日 - ）[262]
  - 「きょうの毛穴と、未来の肌に。」篇（2017年7月21日 - ）
  - 「踊る！歌う！That'sファースト エイジングケア」篇（2018年3月18日 - ）
  - 「おしろいミルク」篇（2018年3月18日 - ）
  - 「ボクはKEANA」篇（2018年11月21日 - ）[263]
  - 「化粧水・乳液 トライアルセットも」篇（2021年7月 - ）
- 日清食品 どん兵衛（2017年5月18日 - ）
  - 「どんぎつね」篇[264]
  - 「どんぎつね出てきません」篇[265]
  - 「寝言」篇（2021年2月1日 - ）[266]
  - 「心にしみるWだし篇 (東日本)」（2021年9月26日 - ）[267]
  - 「東西だし比べ 篇」（2021年11月1日 - ）[268]

### PV
- Rhythmic Toy World 「描いた日々に」（2013年11月13日）[1]
- 湘南乃風×コカ・コーラ 「十周年記念 横浜スタジアム伝説<GAMES SHONAN PLAY>」（2013年12月25日）[注 4]
- 関ジャニ∞ 「ひびき」（2014年1月15日）
- チャットモンチー 「いたちごっこ」（2014年10月29日）
- クマムシ 「なんだしっ!」（2015年7月29日）
- 吉澤嘉代子 「ものがたりは今日はじまるの feat.サンボマスター」（2016年8月3日）

### イベント
- Rakuten GirlsAward 2018 AUTUMN/WINTER（2018年9月16日、幕張メッセ）[48]

### 音声ガイド
- コニカミノルタプラネタリウム “天空” in 東京スカイツリータウン -「アロハスピリッツ　星降る島ハワイ」（2017年 - ）
- バスキア展 メイド・イン・ジャパン（2019年9月21日 - 11月17日、森アーツセンターギャラリー）[269]

## 書籍

### 写真集
- so long（2018年7月20日、集英社、撮影：蓮井元彦）ISBN 978-4-08-780844-5[46][47][注 5]
- 里帆採取 by Asami Kiyokawa（2020年11月5日、集英社、プロデュース：清川あさみ、撮影：熊谷 貫、三瓶康友）[273][274][275][276][277][注 6]
- 日日（2023年1月15日、マガジンハウス、撮影：大辻隆広）通常版：ISBN 978-4-83-873228-9／スペシャルBOX版：ISBN 978-4-83-879079-1

### デジタル写真集
- 吉岡里帆『夕立慕情』（2014年7月28日、集英社、デジタル週プレ写真集、撮影：岡本武志）
- 吉岡里帆『2015年必ずブレイクする女優』（2015年2月1日、集英社、デジタル週プレ写真集、撮影：矢西誠二 ）
- 吉岡里帆『遠い記憶』（2015年6月1日、集英社、デジタル週プレ写真集、撮影：熊谷貫）
- 吉岡里帆『カウントダウン』（2015年8月10日、集英社、デジタル週プレ写真集、撮影：西田幸樹）
- 吉岡里帆『西へ』（2015年12月14日、集英社、デジタル週プレ写真集、撮影：熊谷貫）
- 吉岡里帆『ロングロングバケーション』（2016年5月8日、集英社、デジタル週プレ写真集、撮影：熊谷貫）
- 吉岡里帆「カピバラさん。」（2017年1月20日、集英社、デジタル週プレ写真集、撮影：三瓶康友）
- 吉岡里帆「UPDATE」（2017年11月3日、集英社、デジタル週プレ写真集、撮影：ND CHOW）
- 吉岡里帆「光と風と夢。」（2017年11月3日、集英社、デジタル週プレ写真集、撮影：熊谷貫）

### フォトブック
- 『13 notes#』（2017年9月15日、東京ニュース通信社、撮影：岡本武志）ISBN 978-4-86336-675-6[284]

## 作品

### アルバム
- シン & ふうか『音量を上げて聴けタコ!音量を上げろタコ!なに歌ってんのか全然わかんねぇんだよ!!オリジナルコンピレーションアルバム』（2018年10月3日、キューンミュージック、KSCL-3112） - ふうか名義[285]